# 27 octombrie
ianuarie • februarie • martie  • aprilie  • mai  • iunie  • iulie  • august  • septembrie  • octombrie  • noiembrie  • decembrie
27 octombrie este a 300-a zi a calendarului gregorian și a 301-a zi în anii bisecți. Mai sunt 65 de zile până la sfârșitul anului.

## Evenimente

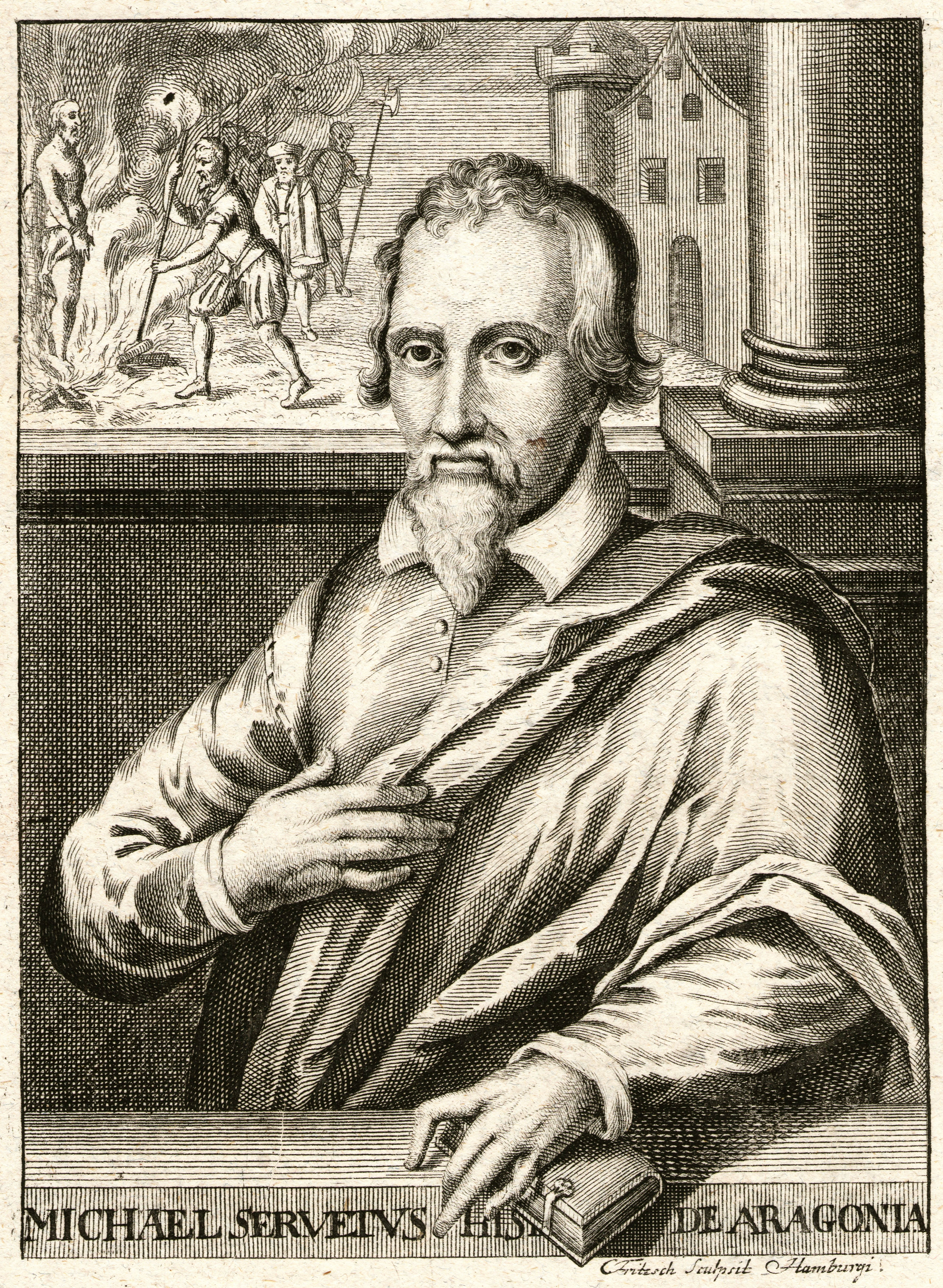
1553: Teologul și medicul spaniol, Miguel Servet, este ars pe rug la Geneva, după ce a criticat calvinismul.

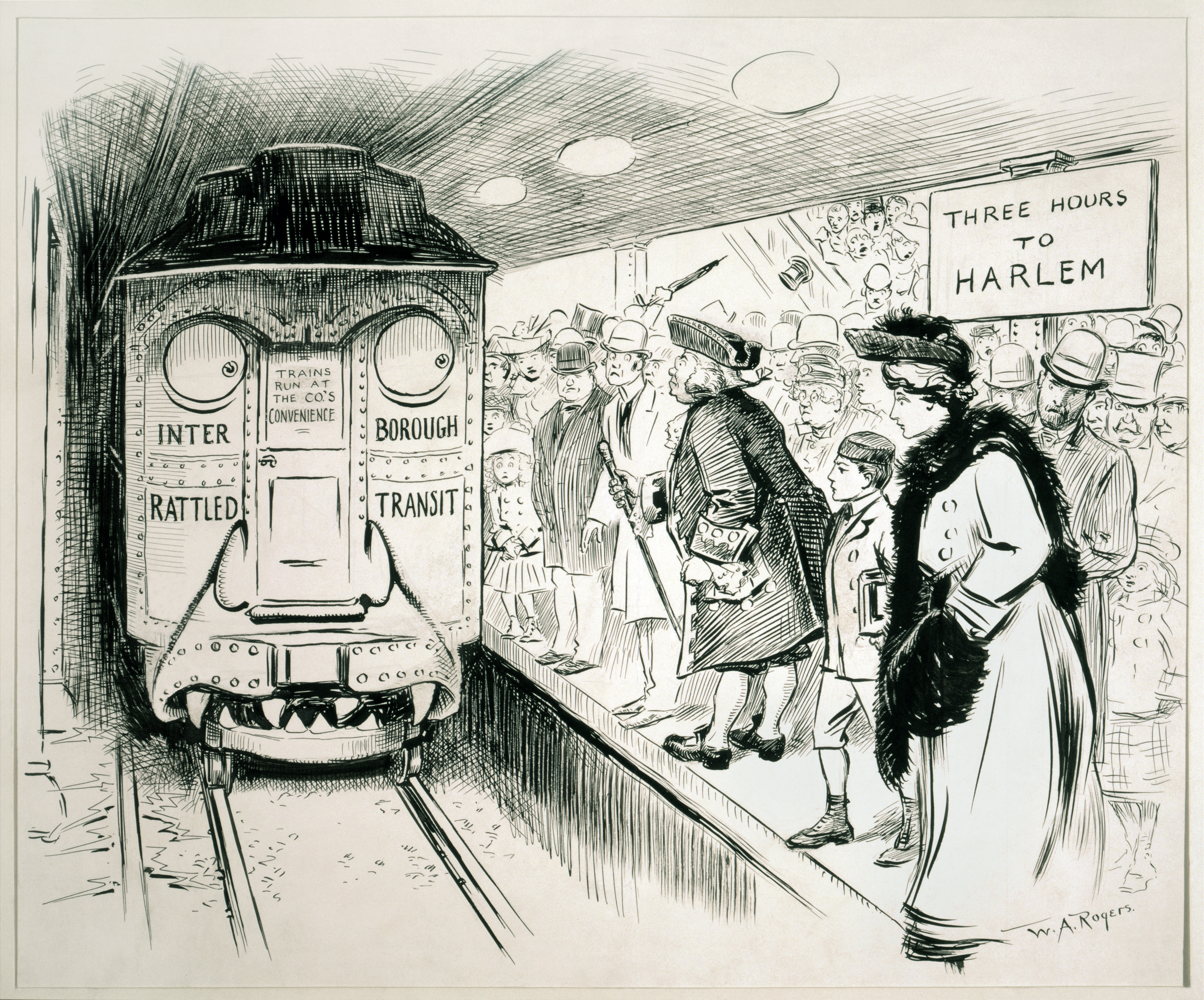
1904: S-a dat în folosință prima linie a metroului din New York City, linie ce leagă primăria orașului de cartierul Harlem.

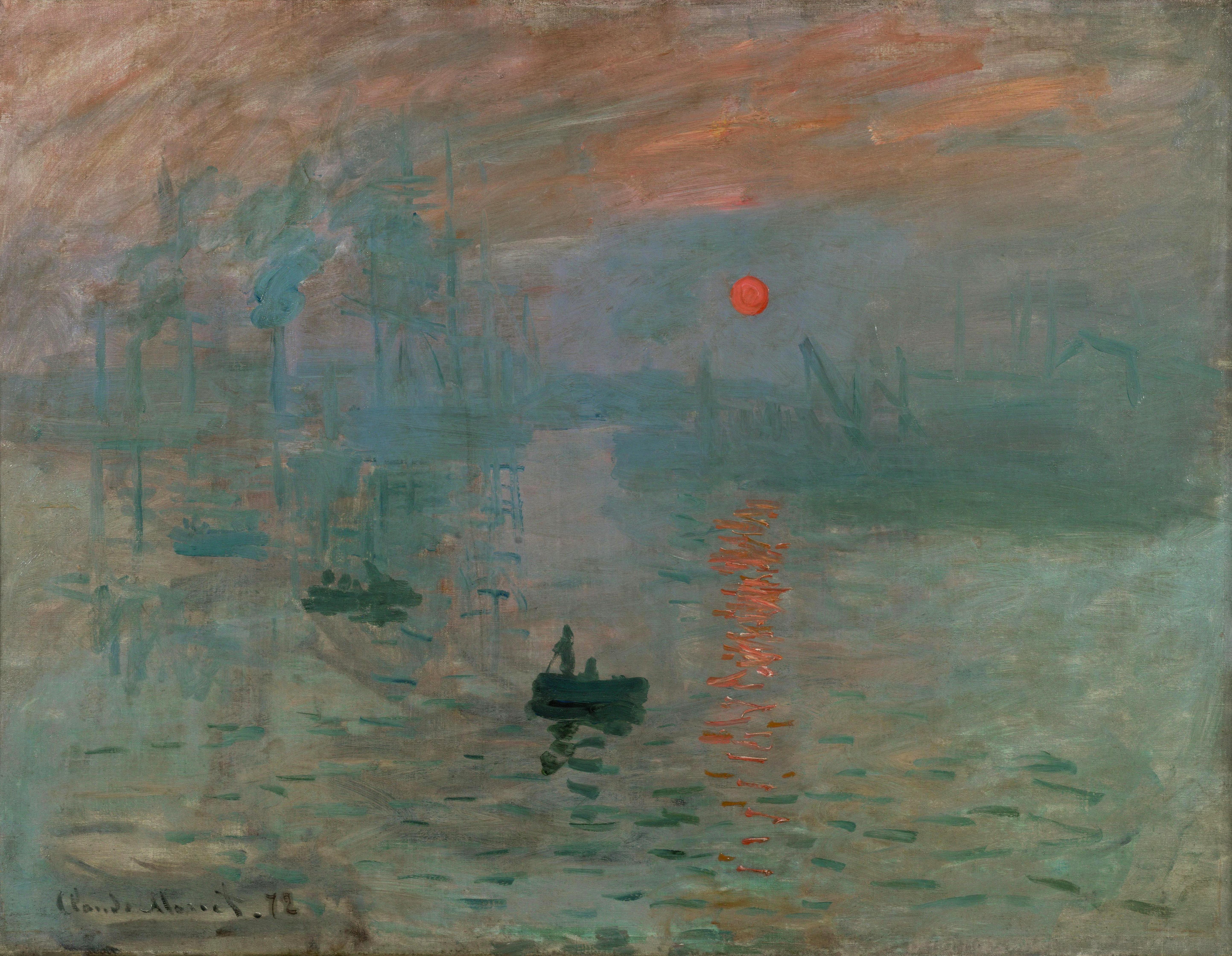
1985: Impression, soleil levant celebra pictură a lui Claude Monet este una dintre cele nouă picturi furate din Muzeul Marmottan Monet din Paris. A fost recuperată după cinci ani.

- 0097: La vârsta de 44 de ani Traian a fost adoptat de împăratul roman Nerva.
- 0312: Se spune că împăratul roman Constantin cel Mare a avut celebrul semn ceresc.
- 0625: Honoriu I a devenit papă.
- 0939: Edmund I îi succede lui Athelstan ca rege al Angliei.
- 1275: Contele Floris al V-lea de Olanda și Zeelanda a emis un act prin care a scutit de dări locuitorii orașului Amsterdam care construiseră un pod și un baraj peste râul Amstel, aceasta fiind prima atestare documentară a numelui așezării.
- 1492: Cristofor Columb descoperă Cuba.
- 1553: La Geneva, sub dominația lui Jean Calvin, teologul și medicul spaniol Miguel Servet este ars pe rug după ce a criticat calvinismul și a fost etichetat eretic de reformatorul Jean Calvin.
- 1644: Războiul Civil Englez: Are loc a Doua Bătălie de la Newbury.
- 1687: Este semnat Tratatul de la Blaj, prin care Imperiul Habsburgic obligă 12 orașe transilvăne să primească la iernat trupele imperiale. Începutul penetrației austriece în Transilvania. Vor urma numeroase conflicte militare între armata habsburgică și locuitorii celor 12 cetăți.
- 1726: Premiera mondială a cantatei Ich will den Kreuzstab gerne tragen de Johann Sebastian Bach.
- 1795: Spania și Statele Unite ale Americii au semnat Tratatul de la San Lorenzo, în virtutea căruia erau stabilite granițele de sud ale SUA la paralela 31, fapt ce a dat americanilor dreptul de a expedia mărfuri pe fluviul Mississippi fără a plăti taxe Spaniei.
- 1797: Este semnat Tratatul de la Campo Formio dintre Franța și Austria.
- 1806: Napoleon I se mută în capitala Prusiei învinse.
- 1810: Statele Unite ale Americii au anexat fosta colonie spaniolă Florida de Vest.
- 1872: Se încheie, la București, o Convenție româno-austro-ungară referitoare la joncțiunea liniilor ferate austro-ungare și române.
- 1873: Joseph F. Glidden, un fermier american, a inventat sârma ghimpată.
- 1878: Banca de economii The Manhattan Savings Bank din New York City a fost jefuită. Suma furată a fost de trei milioane de dolari. Prezumtivul șef al bandei de hoți, George "Western" Leslie, nu a fost întemnițat, din lipsă de dovezi.
- 1892: Nava de pasageri britanică Roumania a lovit țărmul stâncos de lângă Peniche, pe coasta portugheză, în furtună și ceață și s-a scufundat; 113 persoane au murit.
- 1904: S-a dat în folosință prima linie a metroului din New York City, linie ce leagă primăria orașului de cartierul Harlem.
- 1907: Cincisprezece oameni sunt uciși în Ungaria când un bărbat înarmat deschide focul asupra unei mulțimi adunate la o sfințire a unei biserici.
- 1914: Primul Război Mondial: noul cuirasat britanic HMS Audacious este scufundat de un câmp minat așezat de crucișătorul-comerciant german Berlin.
- 1916: Sfârșitul celei de-a doua bătălii de la Oituz. Trupele române rezistă eroic, barând puternica ofensivă inamică germano-austriacă.
- 1918: Guvernul român a adresat trupelor de ocupație un ultimatum de 24 de ore prin care le-a cerut să părăsească teritoriul României.
- 1922: Un referendum din Rhodesia respinge anexarea țării la Uniunea Sud-Africană.
- 1934: Începe marșul de 100.000 comuniști sub conducerea lui Mao Zedong prin China (Marșul cel Lung).
- 1936: Mrs Wallis Simpson completează actele de divorț, care îi va permite în cele din urmă să se căsătorească cu regele Eduard al VIII-lea al Regatului Unit, forțând astfel abdicarea sa de la tron.
- 1938: Americanul Du Pont a anunțat denumirea primei fibre sintentice, nylon.
- 1938: Este inaugurată, la Târgu Jiu, sculptura "Coloana fără sfârșit" (sau Coloana Infinitului) a artistului român Constantin Brâncuși. A fost dedicată soldaților români din Primul Război Mondial, căzuți în anul 1916 în luptele de pe malul Jiului.
- 1940: Reînhumarea, la Predeal, a osemintelor unor legionari uciși în timpul lui Carol al II-lea (Asasinatele din 21/22 septembrie 1939).
- 1947: Marele Ducat de Luxemburg devine membru Oraganizației Națiunilor Unite pentru Educație, Știință și Cultură.
- 1948: Ministrul Teohari Georgescu dispune arestarea episcopilor catolici din România și suprimarea Bisericii Române Unite cu Roma.
- 1949: Un avion care zbura de la Paris la New York s-a prăbușit în apopiere de Azore. Printre victime au fost violonistul Ginette Neveu și boxerul Marcel Cerdan.
- 1953: Testul nuclear britanic, Totem 2, este detonat la Emu Field, Australia.
- 1960: Côte d'Ivoire devine membru UNESCO.
- 1961: NASA testează prima rachetă Saturn I în Misiunea Saturn-Apollo 1.
- 1961: Mauritania și Mongolia devin membre la Organizația Națiunilor Unite.
- 1962: Maiorul Rudolf Anderson din Forțele Aeriene ale Statelor Unite devine singura victimă umană directă a crizei rachetelor din Cuba, când avionul său de recunoaștere U-2 este doborât deasupra Cubei de o rachetă sol-aer furnizată de sovietici.
- 1964: Malawi devine membră UNESCO.
- 1966: Organizația Națiunilor Unite retrage mandatul Republicii Africa de Sud asupra Namibiei.
- 1971: Republica Democrată Congo este redenumită Zair.
- 1972: Bangladeș devine membru UNESCO.
- 1978: Președintele egiptean, Anwar Sadat, și premierul israelian, Menahem Begin, au primit Premiul Nobel pentru Pace pentru acordurile încheiate în Orientul Mijlociu.
- 1981: Războiul Rece: Submarinul sovietic S-363 eșuează pe coasta de est a Suediei.
- 1985: Nouă picturi ale pictorului impresionist Claude Monet sunt furate din Muzeul Marmottan Monet din Paris de cinci oameni înarmați. Picturile furate au fost evaluate la 12 milioane de dolari.[1][2] În decembrie 1990, picturile au fost recuperate dintr-o vilă mică din Corsica.[3]
- 1990: Saparmyrat Nyýazow devine președintele statului Turkmenistan.
- 1991: Turkmenistan își proclamă independența față de Uniunea Sovietică
- 1991: În Polonia au loc primele alegeri libere după război.
- 1995: Fostul premier italian, Bettino Craxi, este condamnat in absentia de corupție.
- 1998: Gerhard Schröder este ales pentru prima dată Cancelar al Germaniei.
- 2002: Sindicalistul Luiz Inácio Lula da Silva este ales președinte al Braziliei în al doilea scrutin.
- 2003: După un șir de atentate în Bagdad mor mai mulți de 40 de oameni.
- 2004: Cutremur în Vrancea, de 6 grade pe scara Richter și o intensitate în zona epicentrală de 7 grade pe scara Mercalli. Fără victime sau pagube materiale.
- 2005: La Paris încep revolte de stradă, după moartea a doi adolescenți musulmani.

## Nașteri
- 1401: Caterina de Valois, soția regelui Henric al V-lea al Angliei (d. 1437)
- 1612: Magdalene Sybille de Brandenburg-Bayreuth, Electoare de Saxonia (d. 1687)
- 1728: James Cook, navigator britanic (d. 1779)
- 1731: Rafael Landívar, poet guatemalez (n. 1793

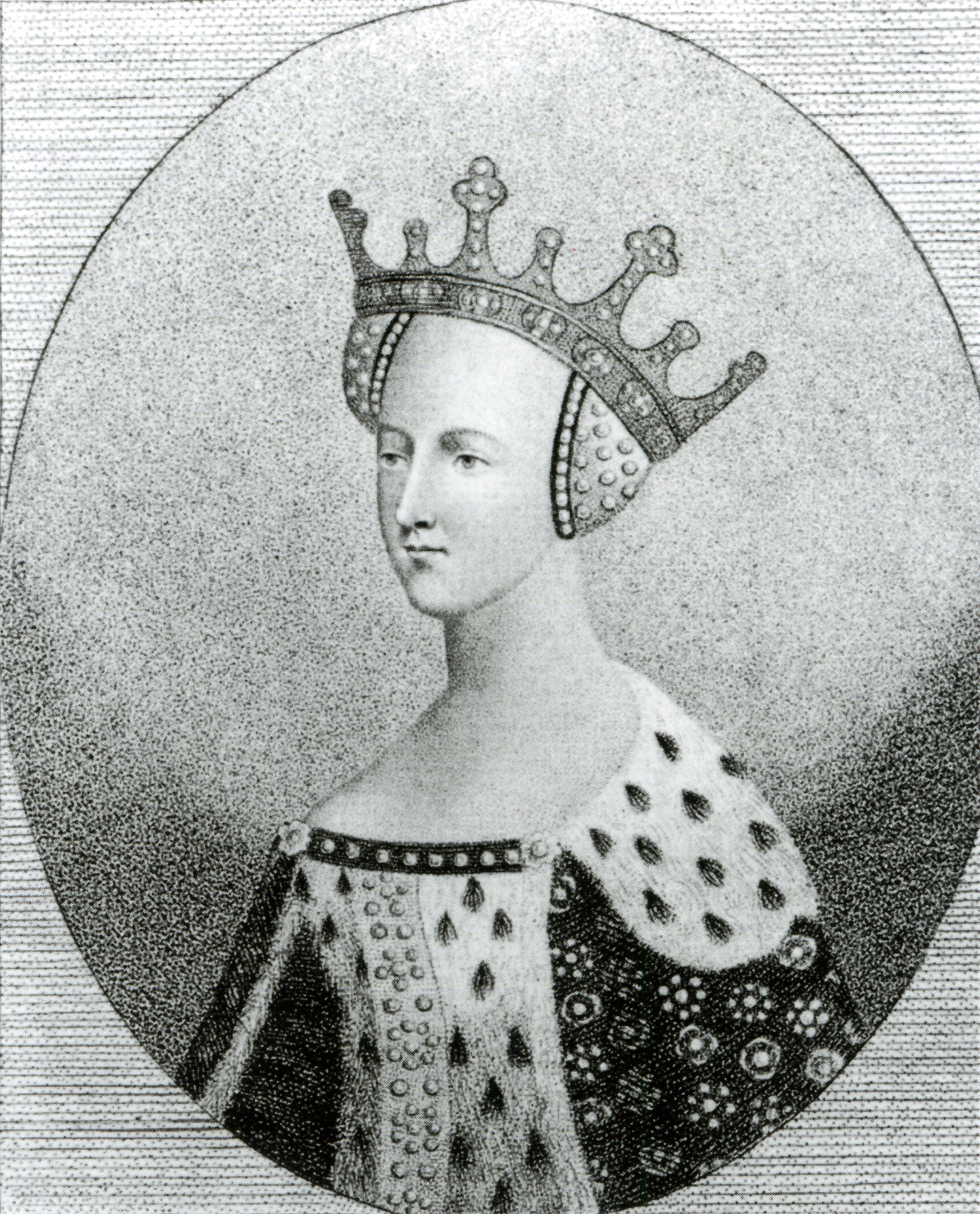
Caterina de Valois, regină consort a Angliei
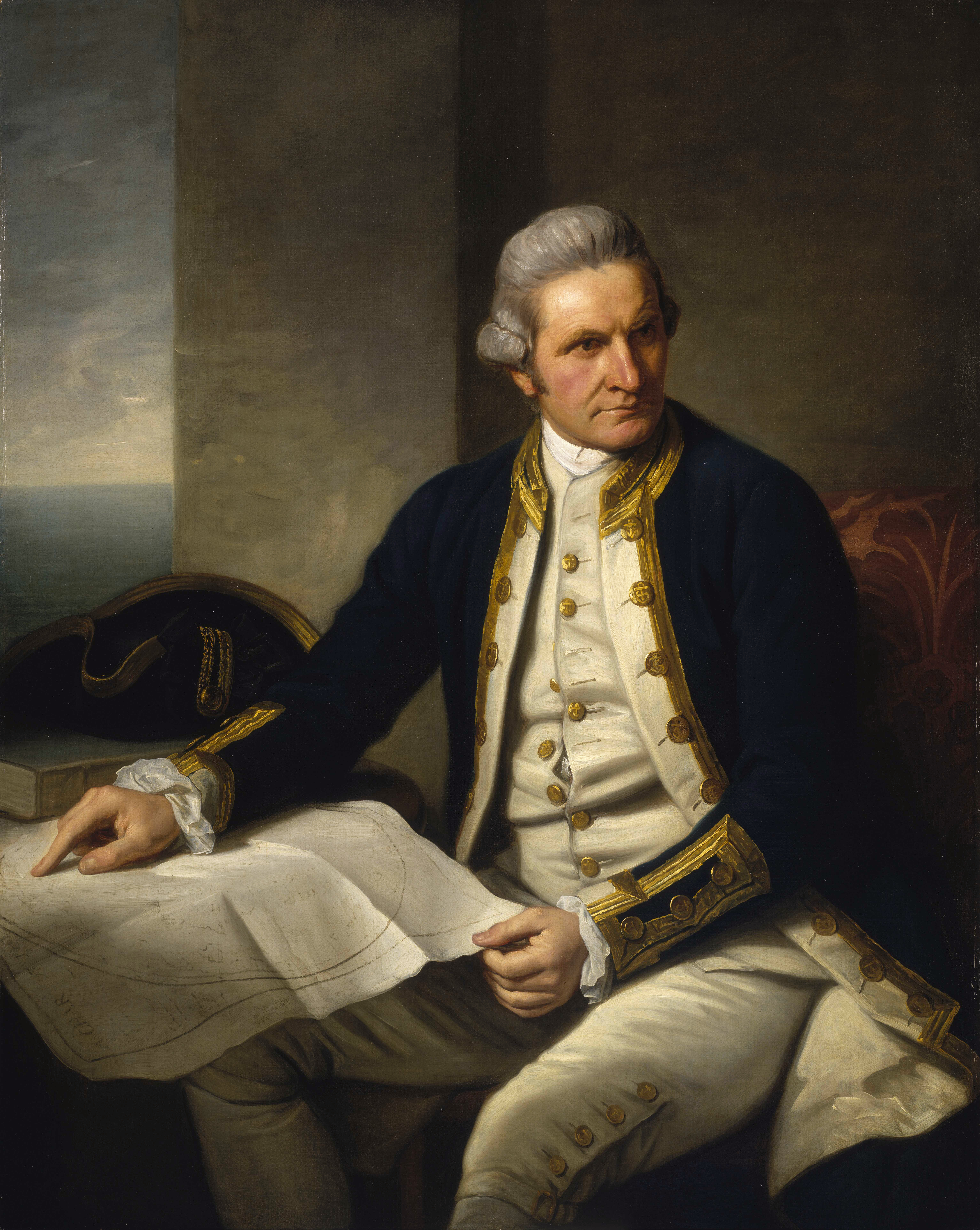
James Cook, navigator britanic
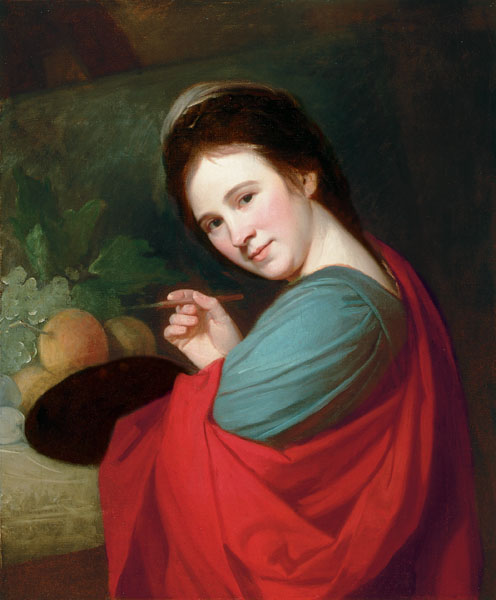
Mary Moser, pictoriță engleză

- 1736: James Macpherson, poet scoțian (d. 1796)
- 1744: Mary Moser, pictoriță engleză,  membru fondator al Academiei Regale de Arte (d. 1819)
- 1759: Ferenc Kazinczy, scriitor, poet și traducător maghiar (d. 1831)
- 1760: August von Gneisenau, mareșal prusac (d. 1831)
- 1782: Niccolò Paganini, compozitor, violonist italian (d. 1840)
- 1811: Isaac Merritt Singer, industriaș, inventator american (d. 1875)
- 1824: Julie Wilhelmine Hagen-Schwarz, pictoriță germană (d. 1902)
- 1835: Simon Jenko, poet slovac (d. 1869)
- 1844: Klas Pontus Arnoldson, jurnalist suedez, laureat al Premiului Nobel pentru Pace (d. 1916)
- 1858: Theodore Roosevelt, politician american, al 26-lea președinte al Statelor Unite (d. 1919)
- 1858: Prințul Valdemar al Danemarcei, fiul regelui Christian al IX-lea al Danemarcei (d. 1939)
- 1882: Charles Du Bos, scriitor și critic literar francez (d. 1939)
- 1884: Blanche-Augustine Camus, pictoriță franceză (d. 1968)
- 1901: Aleksandrs Čaks, poet, dramaturg și jurnalist leton (d. 1950)
- 1908: Lee Krasner, pictoriță americană (d. 1984)
- 1910: Alexandru Elian, savant și dascăl de teologie român (d. 1998)
- 1910: Jimmy Murphy, fotbalist galez (d. 1989)
- 1910: Jack Carson, actor american de origine canadiană (d. 1963)
- 1913: Otto Wichterle, inventatorul lentilelor de contact (d. 1998)
- 1913: Luigi Piotti, pilot italian  (d. 1971)
- 1914: Dylan Marlais Thomas, poet englez (d. 1953)
- 1916: Kazimierz Brandys, scriitor polonez  (d. 2000)
- 1918: Dumitru Ceacanica, ofițer criminalist de miliție român (d. 1987)
- 1918: Teresa Wright, actriță americană (d. 2005)
- 1919: Costin Murgescu, economist român, membru al Academiei Române (d. 1989)
- 1922: Carlos Andrés Pérez, fost președinte al Venezuelei (d. 2010)

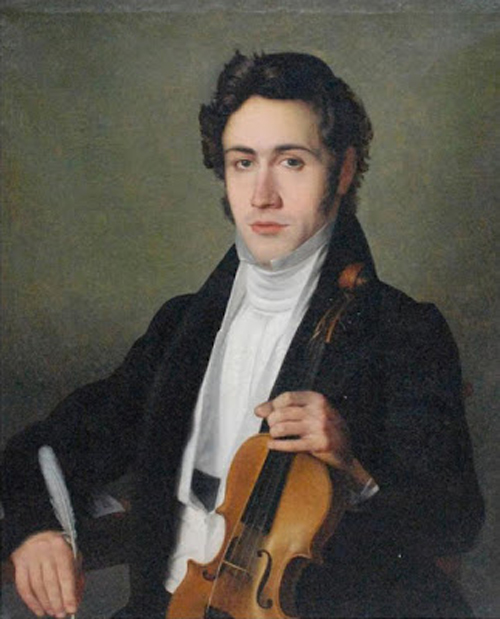
Niccolò Paganini, compozitor, violonist italian
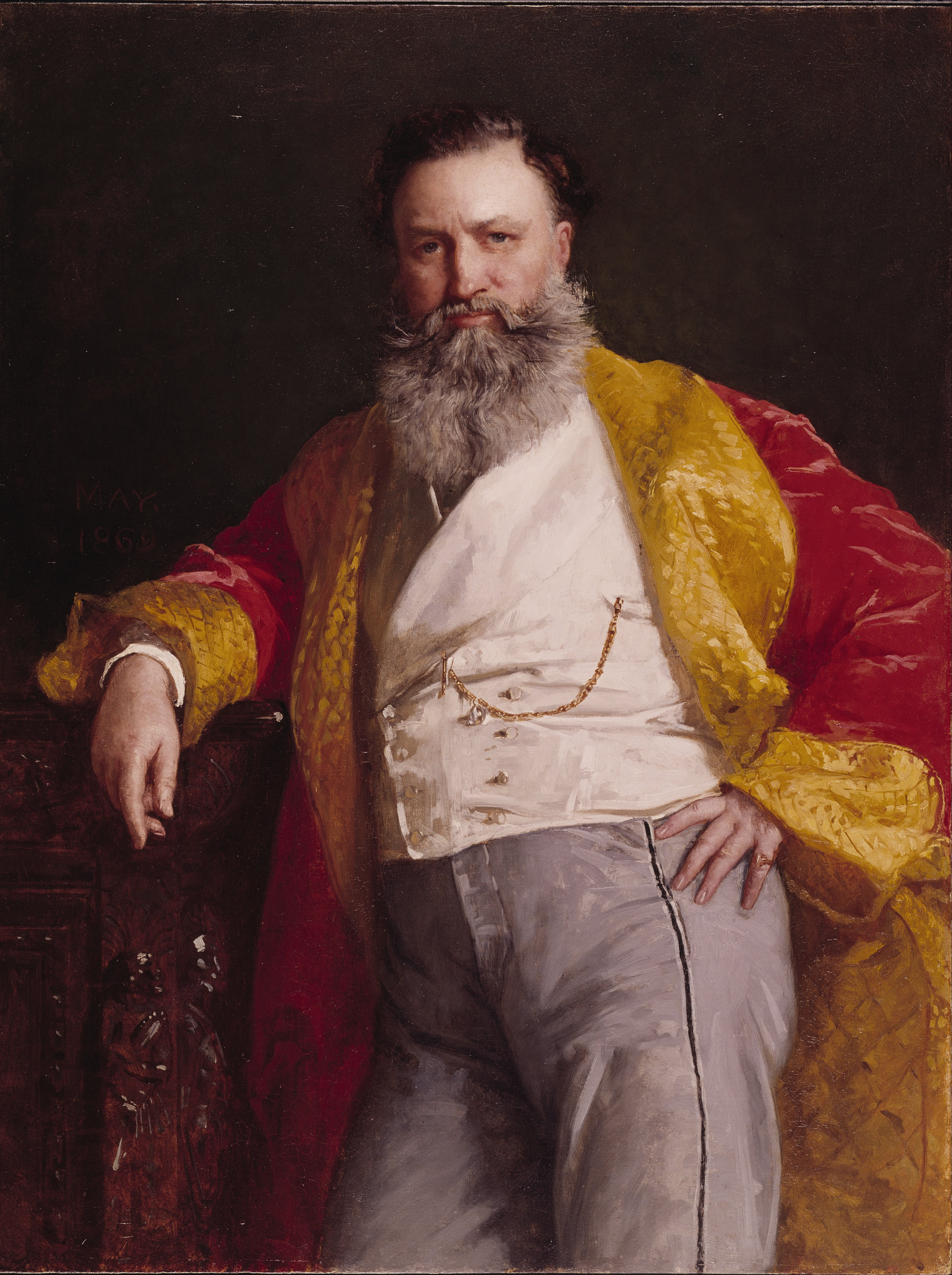
Isaac Merritt Singer, industriaș, inventator american
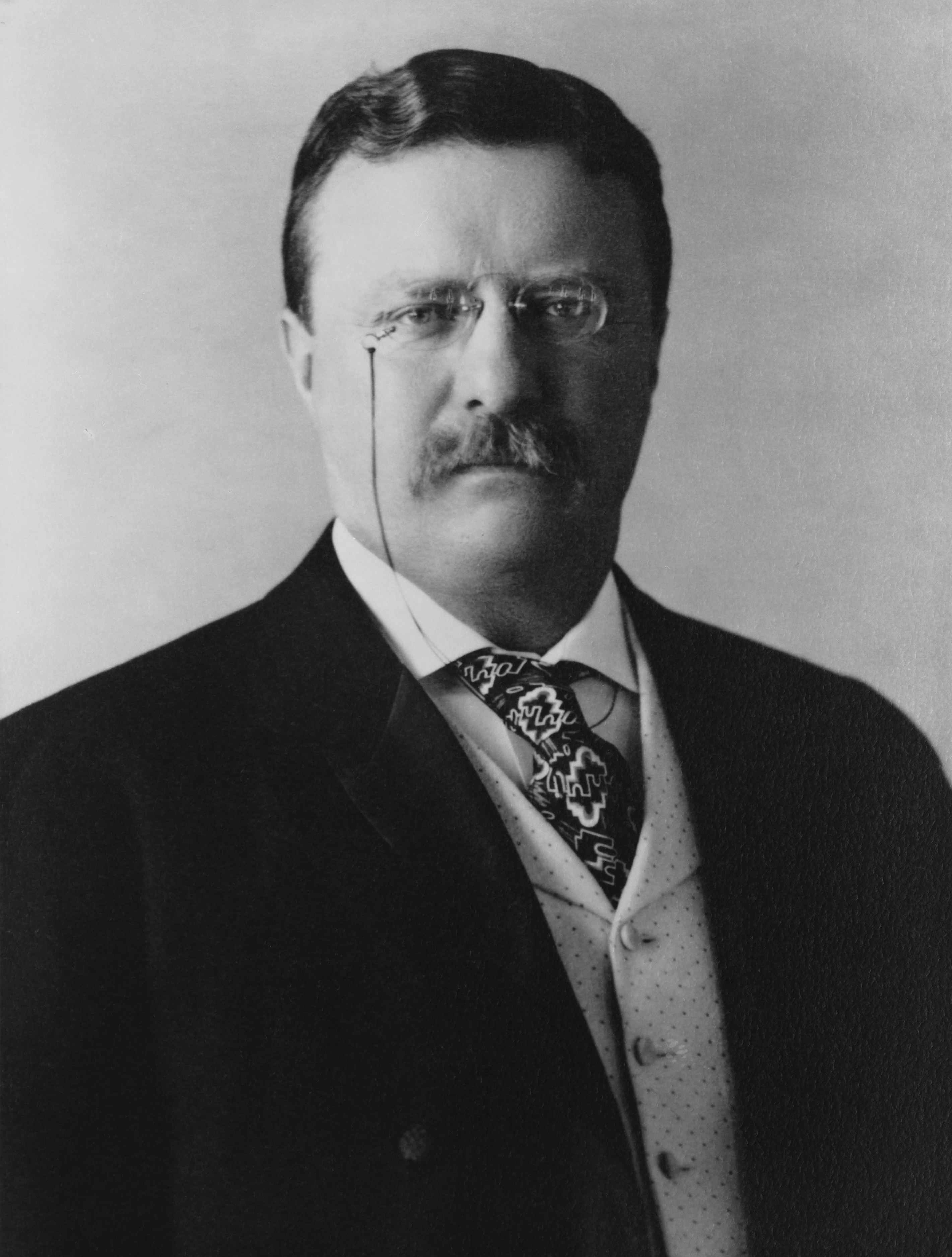
Theodore Roosevelt, al 26-lea președinte al Statelor Unite

- 1922: Michel Galabru, autor francez (d. 2016)
- 1923: Roy Fox Lichtenstein, pictor american (d. 1997)
- 1924: Lucreția Ciobanu, interpretă de muzică populară (d. 2015)
- 1925: Warren Christopher, avocat și diplomat american (d. 2011)
- 1925: Constantin Antip, ofițer român, istoric al presei române și jurnalist militar  (d. 2011)
- 1925: Romulus Bărbulescu, critic literar, dramaturg, eseist român  (d. 2010)
- 1927: Oprea Vlase, antrenor de handbal român (d. 2011)
- 1930: Andrei Filotti, inginer român, specialist în gospodărirea apelor
- 1931: Nawal El Saadawi, scriitor egiptean
- 1932: Sylvia Plath, poetă, eseistă americană (d. 1963)
- 1934: Sanda Toma, actriță română de teatru și film (d. 2022)
- 1936: Dumitru Furdui, actor român de teatru și film (d. 1998)
- 1936: Dave Charlton, pilot de Formula 1 sud-african (d. 2013)
- 1939: John Cleese, scriitor, actor britanic
- 1940: John Gotti, mafiot american (d. 2002)
- 1943: Jean Schultheis, compozitor, muzician și producător francez
- 1945: Luiz Inácio Lula da Silva, președinte de stat brazilian
- 1946: Ivan Reitman, regizor candian de origine cehoslovacă (d. 2022)
- 1946: Mihaela Mihai, cântăreață română
- 1946: Constantin Tutunaru, politician român
- 1951: K.K. Downing, chitarist englez (Judas Priest)
- 1952: Roberto Benigni, actor italian
- 1952: Francis Fukuyama, politolog american
- 1952: Atsuyoshi Furuta, fotbalist japonez

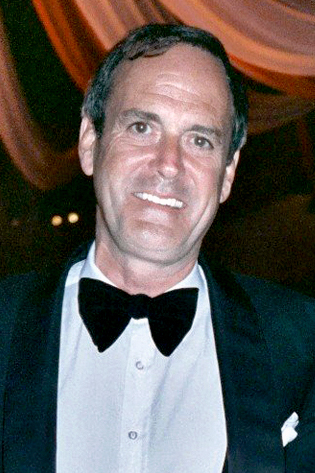
John Cleese, actor britanic
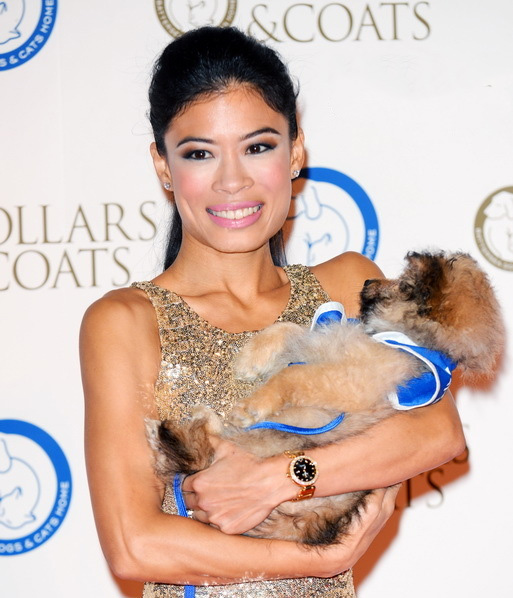
Vanessa-Mae, violonistă britanică

- 1953: Robert Picardo, actor, scenarist și regizor american
- 1960: Oleg Bryjak, bariton kazah (d. 2015)
- 1962: Teodora Mareș, actriță română de teatru și film
- 1966: Marko Perković Thompson, compozitor croat
- 1973: Anthony Doerr, scriitor american
- 1974: Eduard Raul Hellvig, politician român
- 1977: Carmen Nițescu, handbalistă română
- 1978: Vanessa-Mae, violonistă britanică
- 1980: Tanel Padar, cântăreț eston
- 1980: Moony, cântăreață americană
- 1981: Jenni Dahlman, model finlandez
- 1981: Volkan Demirel, fotbalist turc
- 1982: Jessy Matador, cântăreț de origine congoleză care locuiește in Franța
- 1982: Svetlana Saenko, luptătoare moldoveană
- 1984: Camelia Hotea, handbalistă română
- 1984: Kelly Osbourne, cântăreață, actriță britanică
- 1984: Danijel Subašić, fotbalist croat
- 1985: Laurisa Landre, handbalistă franceză
- 1986: Erica Dasher, actriță americană
- 1986: Alba Flores, actriță spaniolă
- 1989: Marilena Burghel, handbalistă română
- 1992: Stephan El Shaarawy, fotbalist italian
- 1992: Sun Wei, scrimer chinez
- 1998: Dayot Upamecano, fotbalist francez
- 1999: Haruka Kudo, actriță japoneză
- 2001: Andreea Târșoagă, handbalistă română

## Decese
- 0939: Æthelstan, rege englez
- 1312: Ioan al II-lea de Brabant, duce de Brabant (n. 1275)
- 1331: Abu al-Fida, istoric și geograf arab (n. 1273)
- 1439: Albert al II-lea al Germaniei, rege a Ungariei și Boemiei (n. 1397)
- 1505: Ivan al III-lea Vasilievici, mare cneaz al Moscovei (n. 1440)
- 1553: Michel Servet, medic și teolog spaniol (n. 1511)
- 1548: Johannes Dantiscus, explorator și diplomat polonez (n. 1485)
- 1597: Alfonso di Ercole II d'Este, Duce de Ferrara (n. 1533)
- 1605: Jalaluddin Muhammad Akbar, mare mogul al Indiei (n. 1542)
- 1613: Gabriel Báthory, principe al Transilvaniei (n. 1602)

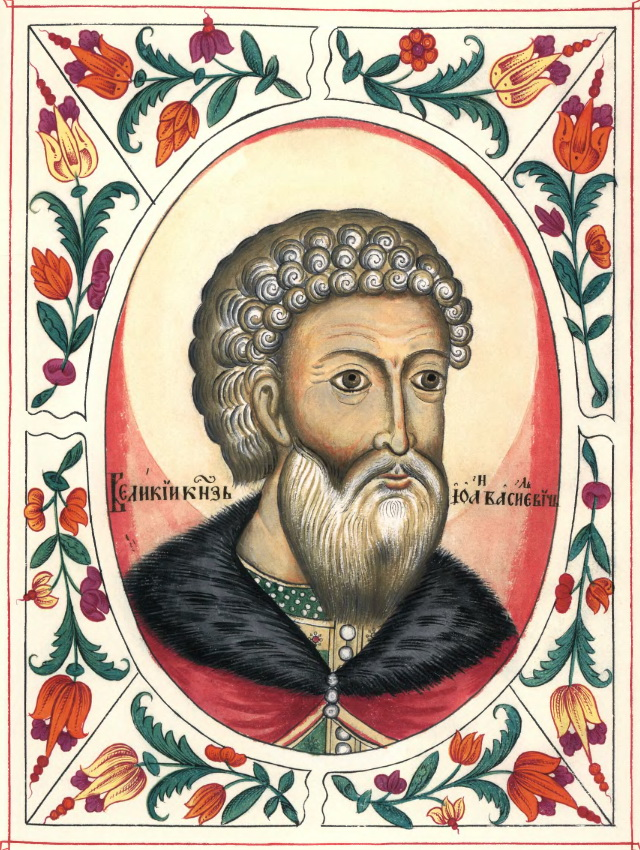
Ivan al III-lea al Rusiei
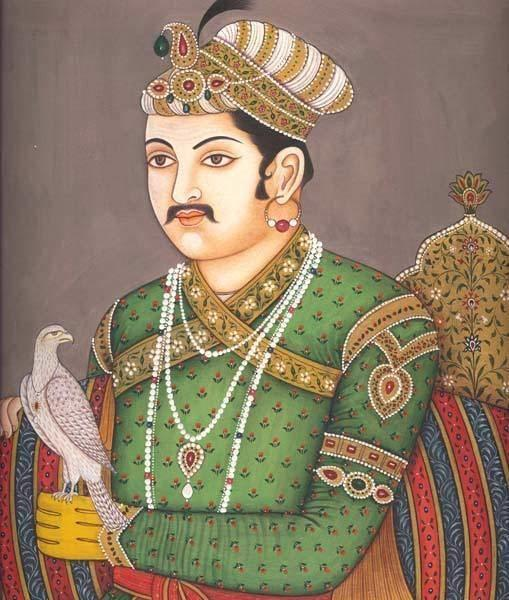
Jalaluddin Muhammad Akbar, mare mogul al Indiei
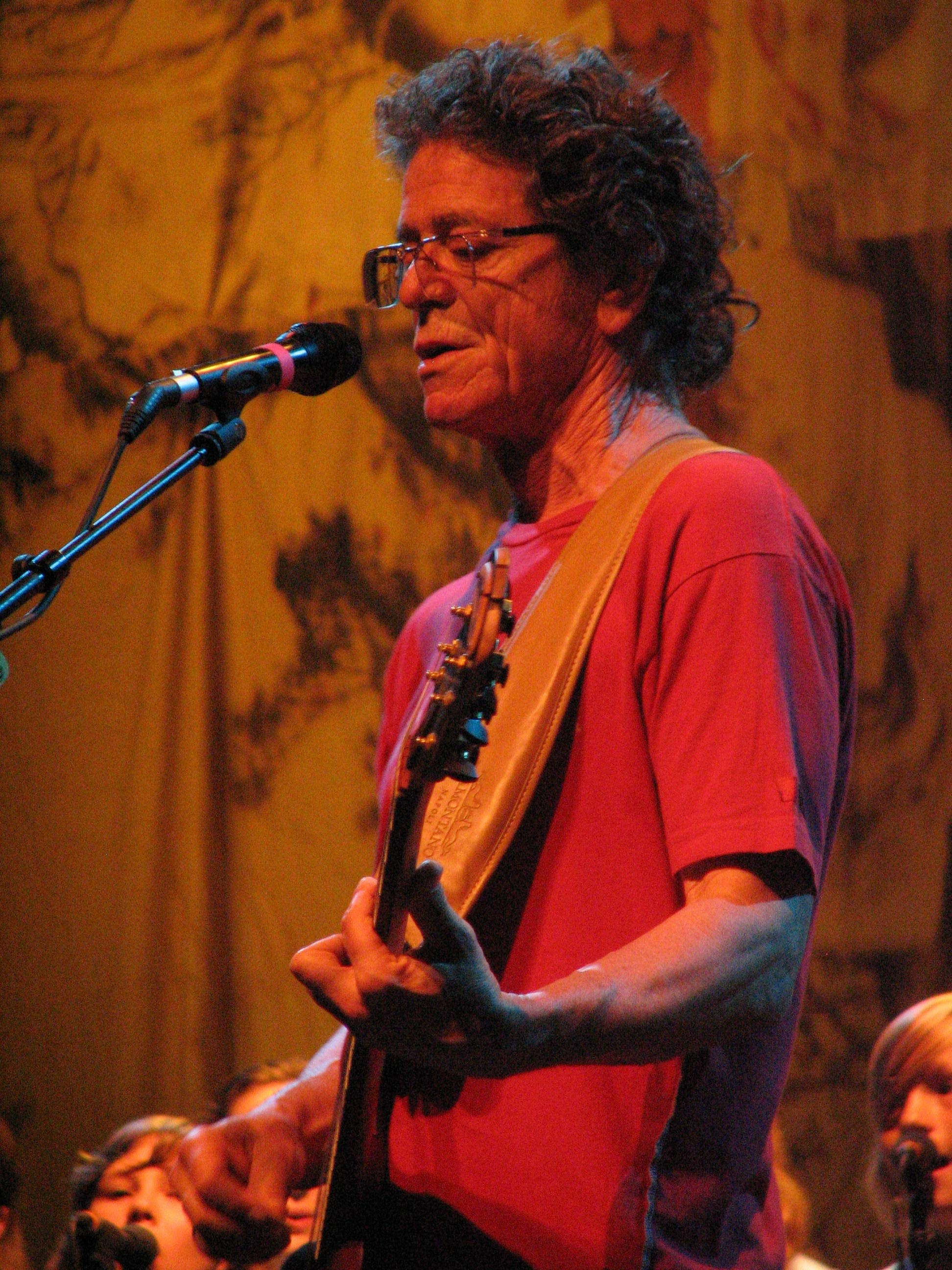
Lou Reed, muzician american

- 1675: Gilles Personne de Roberval, matematician francez (n. 1602)
- 1845: Jean Peltier, fizician francez (n. 1785)
- 1854: Théodore Basset de Jolimont, pictor francez (n. 1787)
- 1897: Mary Adelaide de Cambridge, mama reginei Mary a Regatului Unit (n. 1833)
- 1914: Prințul Maurice de Battenberg  (n. 1891)
- 1936: Bogdan Amaru, prozator, dramaturg, eseist român (n. 1907)
- 1938: Alma Gluck, cântăreață americană (n. 1884)
- 1954: Franco Alfano, compozitor italian (n. 1875)
- 1963: Prințul Berthold, Margraf de Baden (n. 1906)
- 1964: Rudolph Maté, regizor polonez (n. 1898)
- 1968: Lise Meitner, fiziciană austriacă (n. 1878)
- 1980: John Hasbrouck van Vleck, fizician american, laureat al Premiului Nobel (n. 1899)
- 1985: Alice Botez, prozatoare română (n. 1914)
- 1990: Prințesa Sophie von Hohenberg, fiica Arhiducelui Franz Ferdinand al Austriei (n. 1901)
- 1992: David Bohm, fizician (fizica cuantică) american (n. 1917)
- 2008: Heinz Krügel, fotbalist și antrenor german de fotbal (n. 1921)
- 2008: Es'kia Mphahlele, scriitor sudafrican (n. 1919)
- 2013: Lou Reed, muzician american (n. 1950)
- 2015: Mitzura Arghezi, actriță română (n. 1924)
- 2016: Nicolae Coman, compozitor, poet, profesor, traducător și muzicolog român (n. 1936)
- 2019: Vladimir Bukovski, scriitor britanic de origine rusă (n. 1942)
- 2022: Ingo Glass, sculptor și scriitor german, originar din România (n. 1941)

## Sărbători
- în calendarul ortodox: Cuviosul Dimitrie cel Nou din Basarabi; Sf. Mucenic Nestor
- în calendarul greco-catolic: Sf. Nestor, martir († sec. IV)
- în calendarul romano-catolic: Sabina, martiră († 120 sau 126, Roma). Bazilica S. Sabina de pe colina Aventin din Roma îi poartă numele.
- în calendarul lutheran: Laurentius Petri (Lars Petersson), arhiepiscop de Uppsala, reformatorul Suediei († 27 octombrie 1573, Uppsala).
- Turkmenistan: Ziua independenței (1991)
- Sfântul Vincent și Grenadine: Ziua independenței (1979)